# Almost Naked Animals
Almost Naked Animals (lit. Animales casi desnudos, conocida como Banana Cabana en España y como Animales en calzones en Hispanoamérica) es una serie animada de televisión canadiense producida por 9 Story Entertainment para YTV. Creado por Noah Z. Jones. 
Desde el lunes 26 de septiembre de 2011 Animales en calzones comenzó a ser transmitido en la cadena Disney XD. Desde el sábado 14 de septiembre de 2013 Banana Cabana comenzó a ser transmitido en la cadena Neox en España.

## Sinopsis
La serie se desarrolla en un complejo turístico tropical llamado Banana Cabana. Todos los trabajadores y residentes en el complejo son animales antropomórficos que se han cortado el pelo por completo y solo llevan ropa interior. Un perro llamado Howie es el gerente y dirigente del lugar. Cada episodio sigue a Howie y a su equipo de "inadaptados" mientras viven aventuras en el Banana Cabana.

## Personajes
- Howie: Es el protagonista de la serie y el gerente de la Cabaña banana. Es un perro de color amarillo. Es hiperactivo e impulsivo, lo que le lleva a organizar toda clase de trucos de especialista para impresionar a los demás imitando a su ídolo, y está casi siempre de buen humor.

- Cerdito: Es un cerdo cocinero y ninja de color beige. Suele tener mal carácter. Habla con acento alemán y con frases mal construidas.

- Octo: Es un pulpo celeste azul, administrador del complejo y el mejor amigo de Howie, aunque no lo sigue en sus hazañas porque teme a casi todo.

- Pato: Es un pato, el encargado de cualquier trabajo necesario en el hotel del que no se puedan encargar el resto de animales. Su principal característica como personaje es su estrafalaria personalidad que le lleva a protagonizar gags en los que lo que hace o dice no tiene nada que ver con lo que ocurre en ese momento.

- Sloth: Es una perezosa y la botones de la cabaña. Es muy lenta, se mueve siempre colgada del carro para las maletas y está enamorada en secreto de Howie.

- Bunny: Es una conejo dulce pero fácilmente irritable, consecuencia de su predisposición a los cambios de humor. Es la encargada de organizar las actividades del hotel.

- Narval: Es un narval cantante con un ego muy grande a veces un mosquito le inyecta la cola y Narval se pone a gritar.

- Poodle: Es una caniche, y la hermana de Howie. Ella dirige el Castillo Chateau, y quiere destruir el hotel de su hermano.

- Bati: Un murciélago, y asistente de Poodle.

## Episodios
Almost Naked Animals es una serie animada de televisión canadiense, creada por Noah Z. Jones. La serie fue emitida por YTV y Cartoon Network. La serie se estrenó el 7 de enero de 2011 en YTV.
| Temporada | Temporada | Episodios | Comienzo                                                          | Final                                                                  |
| --------- | --------- | --------- | ----------------------------------------------------------------- | ---------------------------------------------------------------------- |
|           | 1         | 26        | 7 de enero de 2011 (Canadá) 13 de junio de 2011 (Estados Unidos)  | 7 de diciembre de 2011 (Canadá) 27 de octubre de 2011 (Estados Unidos) |
|           | 2         | 14        | 4 de febrero de 2012 (Canadá) 4 de junio de 2012 (Estados Unidos) | 7 de julio de 2012 (Canadá) 3 de junio de 2013 (Estados Unidos)        |
|           | 3         | 12        | 15 de abril de 2013 (Canadá) 4 de junio de 2013 (Estados Unidos)  | 22 de abril de 2013 (Canadá) 19 de junio de 2013 (Estados Unidos)      |